# Château de Viré
Le château de Viré est un château construit à partir du XIIe siècle sur la commune de Viré-en-Champagne dans le département de la Sarthe. Le château de Viré occupe un promontoire rocheux dominant le Treulon. 
Il est en partie inscrit et classé au titre des monuments historiques.

## Histoire
Le château de Viré est une ancienne forteresse du XIIe siècle, fortement remaniée dès la fin du XVe siècle pour en faire un château Renaissance. Bertrand Du Guesclin et son armée séjournèrent au château de Viré en 1370, à la veille de la bataille de Pontvallain. 

## Protections

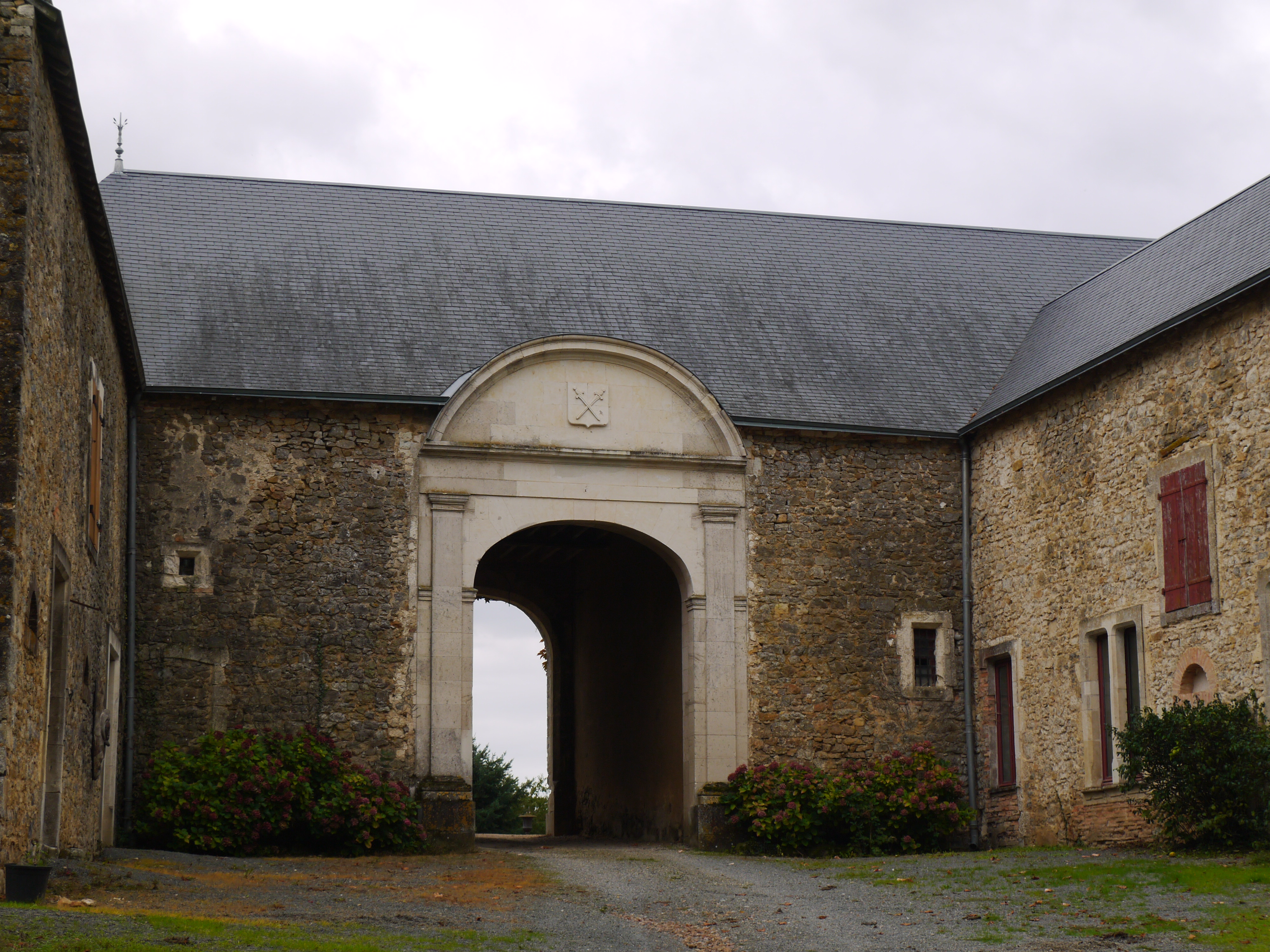
Le portail d'entrée.

Le château, sa chapelle et les tracés reconnus des jardins font l'objet d'une inscription aux monuments historiques depuis le 24 avril 1989. Le portail d'entrée est quant à lui classé depuis le 22 juillet 1991.